# Thalassoma bifasciatum
Pour les articles homonymes, voir Tête bleue.
Espèce
Statut de conservation UICN

 LC  : Préoccupation mineure
La Girelle à tête bleue (Thalassoma bifasciatum) est une espèce du genre Thalassoma.